# Ben Bolt
Ben Bolt (i original Big Ben Bolt) var en amerikansk dagspresserie skapad av Elliot Caplin (manus) och John Cullen Murphy (teckningar), som handlade om boxaren och journalisten Ben Bolts äventyr. Serien lanserades som dagsstripp den 20 februari 1950, och följdes av en söndagssida som fick premiär 25 maj 1952. Serien distribuerades av King Features Syndicate till april 1978. 
Serien Ben Bolt hade fördelen av att vara skriven av Elliot Caplin, som är betydligt mindre känd än sin bror (Knallhatten-tecknaren Al Capp) men som hade en egen karriär i serier. Caplin skrev förutom Ben Bolt flera andra serier, bl.a. The Heart of Juliet Jones.
En annan stor tillgång för serien var tecknaren John Cullen Murphy, som tidigare hade utmärkt sig som sporttecknare och tidningsillustratör. 
Ben Bolt gjorde Murphy känd, men senare har han blivit om möjligt än mer känd som tecknare av Prince Valiant, efter att ha ersatt skaparen Hal Foster.
Murphy tecknade Ben Bolt från 1950 till 1978. Under årens lopp använde han ibland assistenter, inklusive Al Williamson (tecknaren av bl.a. Secret Agent Corrigan), Alex Kotzky (Apartment 3-G), Neal Adams (Deadman), John Celardo (Tarzan), Stan Drake (The Heart of Juliet Jones) och flera andra som assisterade från tid till annan.  
Ben Bolt gick emot den stereotypa bilden av boxare som korkade muskelberg. Ben var en utbildad person med collegeexamen som hade valt boxning eftersom han tyckte om att boxas och var bra på det (och blev tidigt även världsmästare), inte för att han inte hade andra möjligheter. Efter att tidigt ha vunnit världsmästartiteln arbetade han periodvis som journalist och brottsbekämpare. Boxningen fanns alltid med som ett tema i serien, men utövades ofta av andra som Ben Bolt mötte på sina äventyr.
Det var istället en skada som 1955 fick honom att lämna ringen och ge sig på journalistik. Under många år handlade hans äventyr om att skriva om boxning, istället för att utöva det själv.
1971 började John Cullen Murphy fokusera allt mer på Prins Valiant, som han började assistera Hal Foster på året innan. Gray Morrow blev då den som fick ta över en allt större andel av arbetet på Ben Bolt, och han fick så småningom också signera serien från 1 augusti 1977. Men serien var inte lika populär längre, varför den lades ner i april 1978.
Som mest publicerades serien i över 200 amerikanska tidningar och den fick också ett internationellt erkännande och översattes till flera språk. I Sverige har serien publicerats bland annat i Agent X9, Seriemagasinet, Serie-Nytt, Buster, Levande livet och i den egna serietidningen med titeln Ben Bolt. Fem nummer av Ben Bolt gavs ut av Formatic Press 1963-64. 
Semics tidning Serie-Nytt bytte för övrigt namn till ”Ben Bolt med Serie-Nytt" från och med nr 4, 1980, bara för att byta tillbaka till Serie-Nytt året efter.